# Ramon III de Trípoli
Ramon III de Trípoli (1140 - 1187) va ser, fins a la seva mort, comte de Trípoli des del 1152, príncep de Galilea i Tiberíades iure uxoris, pel dret de la seva dona Eschiva de Bures, des del 1171, dues vegades regent del Regne de Jerusalem (1174-1177, 1184-1185).
Ramon va succeir en el comtat després de l'assassinat del seu pare, Ramon II, el 1152. En les seves campanyes contra els musulmans va ser fet presoner pel líder Nur al-Din Mahmud el 1164, però va ser alliberat el 1172. Quan el nou rei de Jerusalem, Balduí IV, va assumir el tron el 1174, Ramon va reclamar reeixidament la regència com a parent masculí més proper de Balduí, infant i malalt de lepra. La regència va acabar quan Balduí va assolir la majoria d'edat (1177), però Ramon va seguir prenent part activa en els assumptes del regne.
Els rivals de Ramon aviat van induir Balduí a exiliar-lo durant dos anys (1180-1182). No obstant això, la creixent amenaça del líder musulmà Saladí, finalment va portar novament a la designació de Ramon (principis del 1184) com a regent de l'infant nebot ja moribund, que havia estat coronat rei el 1183. Tanmateix, va haver-hi una condició, que si el nou rei, Balduí V, moria abans d'hora, la successió havia de ser determinada pel papa, l'emperador del Sacre Imperi Romanogermànic, i els reis d'Anglaterra i França. Quan Balduí IV va morir al març del 1185, Ramon va concloure immediatament una treva de quatre anys amb Saladí.
Balduí V va morir l'estiu del 1186, llavors la seva mare Sibil·la i el seu espòs Guiu de Lusignan van prendre el tron en violació de la condició de la regència. Negant-se a reconèixer Guiu, Ramon es va retirar a Tiberíades, un bastió que pertanyia a la seva esposa Eschiva de Bures, princesa de Galilea. Quan Saladí va reprendre la guerra contra el regne, al principi Ramon va mantenir una treva per separat. Però finalment, la massacre d'alguns dels seguidors de Guiu a la zona de Galilea per part dels musulmans, als quals Ramon havia concedit un salconduit, va impulsar-lo a una reconciliació amb Guiu. Ramon va ser ferit en la batalla de Hattin (4 de juliol del 1187), després de la qual cosa es va retirar a Trípoli i va morir poc després.

## Joventut

El regne de Jerusalem a mitjan.

Ramon III era el fill del comte Ramon II de Trípoli i d'Hodierna, filla del rei Balduí II de Jerusalem. Va succeir el seu pare després que morís a mans dels Hashshashin, quan encara ell era menor d'edat. El seu pare havia deixat instruccions perquè si això passava, el govern l'efectués l'oficial de més rang en el Comtat de Trípoli, però el rei de Jerusalem, sense fer cas d'aquestes disposicions, nomenà regent a la mare de Ramon. Al jove comte li fou reconeguda la majoria d'edat l'any 1155.
El 1157 el rei Balduí i el seu exèrcit estava sent perseguit per les forces de Nur-ad-Din Mahmud, després del desastre al llac Hula, el qual es refugià a Safed i envià uns cavallers per demanar a Ramon que l'ajudés. Aquest acudí, juntament amb Reinald de Châtillon i aconseguiren aixecar el setge.
L'agost d'aquell any, un terratrèmol destruí les defenses d'algunes viles i fortaleses del seu comtat, principalment: Trípoli, Arqa i Crac dels Cavallers. A l'octubre, aprofitant l'arribada com a pelegrí de Teodoric d'Alsàcia, muntaren un exercit juntament amb Balduí III, Reinald de Châtillon per atacar les ciutats musulmanes del nord de Síria, que també havien estat afectades pel terratrèmol. Primer van atacar Castell Roig, però no el van aconseguir, ni tampoc Xaizar, només van ocupar Harenc.
El 1160, l'emperador romà d'Orient, Manuel I Comnè, buscava una esposa en els estats croats. Les dues candidates van ser: Melisenda (germana de Ramon) i Maria d'Antioquia. Al principi es va decidir per la primera, però per diferents motius, al final es va casar amb Maria. Ramon, ofès, va respondre amb un atac pirata sobre l'illa romana d'Orient de Xipre.
El 1164 Ramon i Bohemon III d'Antioquia van intentar alliberar Harenc d'un setge de Nur-ad-Din Mahmud, però van ser derrotats i Ramon va ser capturat i empresonat a Alep. Va romandre pres fins al 1173, durant la seva captivitat el rei Amalric I de Jerusalem va actuar com regent del comtat.

## Regent de Jerusalem
Ramon va ser regent del regne a la mort d'Amalric I el 1174, ja que l'hereu, Balduí IV era un nen malalt de lepra, i Ramon era el seu parent masculí més proper (cosí germà d'Amalric). Es va casar amb Eschiva de Bures, princesa de Galilea i vídua de Gualter de Tiberíades, la qual cosa li va proporcionar un gran poder al nord del regne. Com a regent va nomenar canceller Guillem de Tir el 1174 i l'arquebisbe de Tir el 1175. Es va retirar amb la majoria d'edat de Balduí IV, el 1176, encara que va seguir mantenint la seva influència.

## Ramon i el partit dels nobles
Ramon també va tenir un important paper en les lluites internes del regne. Dos eren els partits: els barons, que vivien de les rendes de les seves terres, i els nous croats, que buscaven el botí de guerra. Formaven, respectivament, el partit dels barons (o dels nobles) i el partit cortesà. El primer era partidari de les relacions pacífiques perquè el comerç que mantingués els seus ingressos. En el partit cortesà es trobava Agnès de Courtenay i molts nouvinguts al regne, com Reinald de Châtillon i Guiu de Lusignan.
Com a rebesnet de Ramon IV de Tolosa, Ramon III formava part de les famílies establertes des de la Primera Croada al regne. Preferia estar en bones relacions amb els musulmans, i sovint tenia conflictes amb els nous croats o amb les ordes militars que buscaven la lluita amb l'Islam.
El 1180 Agnès i Balduí van donar suport al matrimoni de Guiu amb Sibil·la, germana del rei, malgrat l'oposició de Ramon. Guiu va passar a ser el regent el 1182. Quan aquest va caure en desgràcia davant Balduí, Ramon va tornar a ser regent. El 1183, Ramon i la Haute Cour van aconseguir canviar la successió a favor de Balduí V, fill de Sibil·la i el seu primer marit, Guillem, saltant-se les pretensions de Sibil·la i Guiu. Però després de les morts de Balduí IV (1185) i Balduí V (1186), el regne va passar a Sibil·la, encara que per això va haver de divorciar-se de Guiu; però després d'accedir al tron va tornar a casar-se amb ell. Ramon va acabar per retirar-se a Trípoli, en perdre tota possibilitat d'influència.

## Batalla de Hattin i mort
A Trípoli va fer les paus amb Saladí. Tanmateix, després que aquest ataqués una ambaixada enviada per Guiu a Ramon, Ramon va signar la pau amb Guiu, i van combinar les seves tropes contra Saladí. Amb l'oposició de Ramon, Guiu va decidir plantar batalla directament a Saladí i van ser derrotats en la batalla de Hattin (1187). Ramon va ser un dels pocs que va aconseguir escapar. Va morir aquest mateix any a Tir, d'una greu malaltia.